# Muara Wahau (kecamatan)
Muara Wahau (indonez. Kecamatan Muara Wahau) – kecamatan w kabupatenie Kutai Timur w prowincji Borneo Wschodnie w Indonezji.
Kecamatan ten graniczy od północy z prowincją Borneo Północne i kabupatenem Berau, od wschodu z kecamatanami Kongbeng i Bengalon, od południa z kacematanem Telen, a od zachodu z kacematanem Busang.
W 2010 roku kecamatan ten zamieszkiwało 15 734 osób, z których 100% stanowiła ludność wiejska. Mężczyzn było 8 649, a kobiet 7 085. 12 262 osób wyznawało islam, 2 611 chrześcijaństwo, a 830 katolicyzm.
Znajdują się tutaj miejscowości: Benhes, Dabeq, Diaq Lay, Jak Luay, Karya Bakti, Long Wehea, Muara Wahau, Nehesliah Bing, Wahau Baru, Wana Sari.